# Władysław Sabowski
Władysław Sabowski ps. Kwiryn Anastazy, Wołody Skiba, Bolesław Bolesny, Omikron (ur. 29 marca 1837 w Warszawie, zm. 19 marca 1888 tamże) – polski poeta, pisarz, dramatopisarz, dziennikarz i tłumacz.
Urodził się w rodzinie urzędników. Absolwent budownictwa Szkoły Sztuk Pięknych w Warszawie. Współpracował z konspiracyjnymi pismami powstańczymi, był publicystą „Strażnicy” i redaktorem „Prawdy”. Referent prasowy Rządu Narodowego. Pod koniec powstania styczniowego wyemigrował. Redaktor „Ojczyzny”, w Brukseli od października roku 1864 wydawał pismo „Wytrwałość”. Mieszkał także we Francji. W 1869 powrócił do Polski i osiadł w Krakowie. Od roku 1873 pracował w redakcji „Kraju”. Założył dziennik „Kurier Krakowski” i dalej współpracował z wieloma pismami. W 1883 zamieszkał z powrotem w Warszawie. W latach 1884–1887 redaktor naczelny „Kuriera Warszawskiego”, następnie „Kuriera Codziennego”. Pochowany na cmentarzu Powązkowskim (kwatera 19-6-1).

## Twórczość
- 1859 – Wieczorek u kasjerowej
- 1860 – Ziarna i plewy
- 1867 – Samobójca
- 1867 – Igła i pióro
- 1868 – Na gorącym uczynku
- 1871 – Kręte drogi
- 1871 – Józef Hauke-Bosak (biografia)[3]
- 1873 – Niepodobni[4] (drugie wydanie w 1886 nosiło tytuł Na paryskim bruku)[5]
- 1874 – Córka gajowego
- 1884 – Siedmioletnie wojny
- 1884 – Grześ.Historya małżeńska (pierwsze wydanie Warszawa 1910)[6][7]
- 1888 – Nad poziomy